# Ханущак, Енджей
Енджей Ханущак (пол. Jędrzej Hanuszczak; 23 марта 2008, Познань) — польский футболист, полузащитник клуба «Варта».

## Клубная карьера
Ханущак присоединился к академии «Варты» в 2019 году. Он дебютировал в профессиональном футболе 22 мая 2023 года в ничейном (1:1) поединке против «Пяста», выйдя на замену Адаму Зреляку на 89-й минуте. На тот момент Ханущак стал вторым самым молодым игроком, выступавшим в Экстракласе, в возрасте 15 лет и 60 дней. Он был на три дня старше бывшего рекордсмена Януша Срока, который дебютировал за «Краковию» в высшем дивизионе в ноябре 1969 года.